# رنگین‌پوست

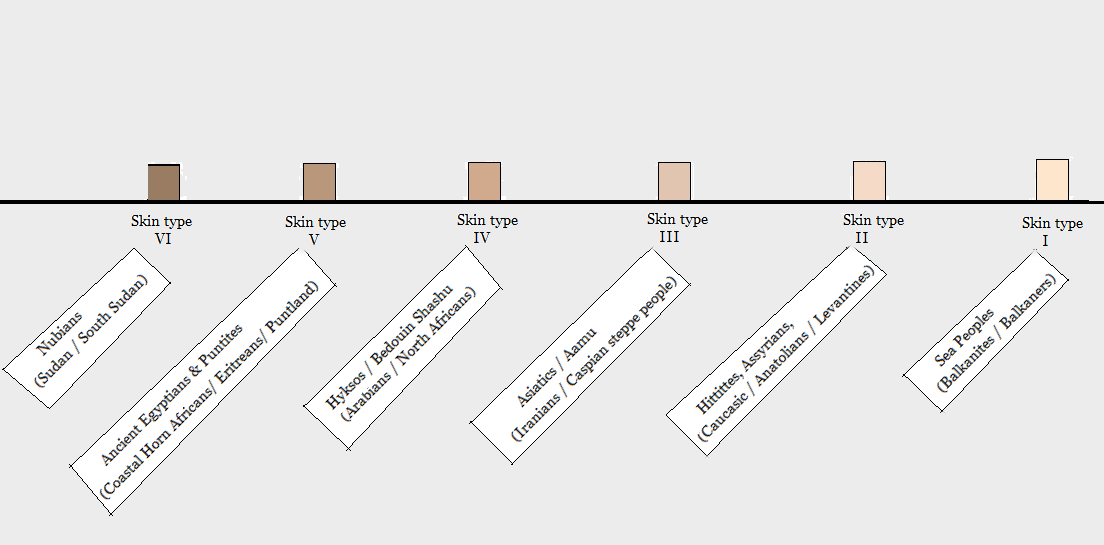
انواع رنگ پوست

اصطلاح رنگین‌پوست (انگلیسی: Person of color) عمدتاً در ایالات متحدهٔ آمریکا برای توصیف هر کسی که‌ از نژاد
اروپایی سفیدپوست نیست استفاده می‌شود. این اصطلاح تمام افراد غیر سفیدپوست را در بر می‌گیرد و بر تجربیات مشترک نژادپرستی سیستماتیک تأکید می‌کند. این اصطلاح همچنین می‌تواند برای دیگر دسته‌های مشترکی که افراد به آن تعلق دارند، مانند «جوامع رنگین‌پوست»، «مردان رنگین‌پوست» و «زنان رنگین‌پوست»، نیز به کار رود.